# 社区刑罚
社区刑罚，替代量刑或非拘禁判决是刑事司法中的一个统称，指的是法院可以通过除了监禁以外的各种不同方式来惩罚已被定罪的被告。
传统上，报应性正义理论是基于报复（惩罚）思想的，其本身就很有价值，而且可提供威慑作用。替代刑罚则试图改造罪犯，并纠正他们所犯的错误。
传统上，犯罪受害者在刑事司法程序中仅扮演很小的角色，因为这违反了社会规则。恢复性司法的判决则通常包括要罪犯道歉，补偿他们造成的损害或用自己的劳动来修复损害。
向替代量刑的转变意味着一些罪犯避免了因入狱而带来的许多不良后果。这对社会是有益的，因为它可以防止他们陷入所谓的旋转门综合症，即一个人离开监狱后无法恢复正常生活，成为职业罪犯。此外，人们希望这可以减轻监狱的人满为患，并减少惩罚成本。
法院并没有剥夺那些危害程度较小的罪犯的自由，而是对他们施加了一些限制，并要求他们履行一些职责。当然，社区刑罚在各个国家是不同的，并且法院将根据不同的案子分别做出不同的刑罚。 非羁押性刑罚可以包括：
- 无偿工作（这可以称为社区回报或社区服务）
- 软禁
- 宵禁
- 缓刑（这意味着在判刑期间触犯法律可能会导致监禁）
- 佩戴电子脚链
- 强制性治疗和方案（药物或酒精治疗，心理帮助，重返工作方案）
- 向受害者道歉
- 特定的法院命令和禁令（不喝酒，不去某些酒吧，结识某些人）
- 定期向负责人报告
- 司法体罚[7]